# Anadia vittata
Anadia vittata är en ödleart som beskrevs av  George Albert Boulenger 1913. Anadia vittata ingår i släktet Anadia och familjen Gymnophthalmidae. Inga underarter finns listade i Catalogue of Life.